# Czechyń
Czechyń (deutsch Zechendorf, früher Zechendorff) ist ein Dorf in der Landgemeinde (Gmina) Wałcz (Deutsch Krone) im Powiat Wałecki (Deutsch Kroner Kreis) der polnischen Woiwodschaft Westpommern.

## Geographische Lage
Das Dorf liegt im Netzedistrikt des ehemaligen Westpreußen, an der Pilow, etwa 14 Kilometer ostnordöstlich von Wałcz (Deutsch Krone), neun Kilometer nordnordwestlich von Stara Łubianka (Lebehnke) und fünf Kilometer nordöstlich von Wiesiółka (Wałcz) (Wissulke).

## Geschichte

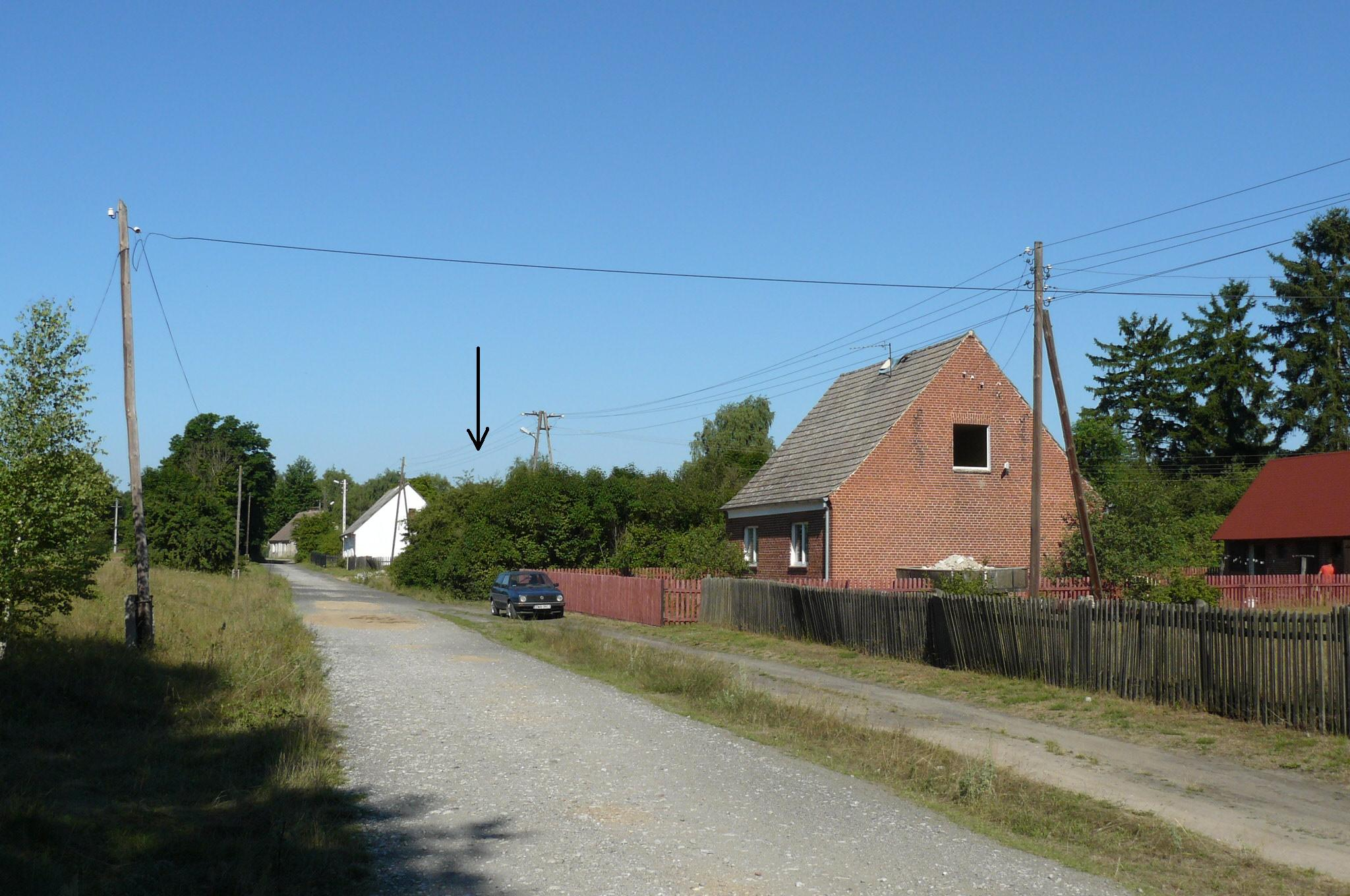
Dorfstraße beim evangelischen Friedhof (Aufnahme 2010)

Das Dorf hieß 1634 Zechendorf, 1660 Czechy, auch Cechy, und ist nach dem Gründer Zech benannt. Die Gemarkung des Dorfs grenzte an das Gratialgut Wissulke.
Um 1930 hatte die Gemeinde Zechendorf zwei Wohnplätze:
- Forsthaus Hirschthal
- Zechendorf

Im Jahr 1945 gehörte Zechendorf zum Landkreis Deutsch Krone im Regierungsbezirk Grenzmark Posen-Westpreußen der preußischen Provinz Pommern des Deutschen Reichs. Zechendorf war dem Amtsbezirk Wissulke zugeordnet.
Im Februar 1945 wurde Zechendorf von der Roten Armee besetzt. Nach Beendigung der Kampfhandlungen wurde die Region seitens der sowjetischen Besatzungsmacht zusammen mit ganz Hinterpommern und der südlichen Hälfte Ostpreußens – militärische Sperrgebiete ausgenommen – der Volksrepublik Polen zur Verwaltung überlassen. Es wanderten nun Polen zu. Der Ort wurde unter der polnischen Bezeichnung „Czechyń“ verwaltet. Die einheimische Bevölkerung wurde von der polnischen Administration aus Zechendorf vertrieben.

### Demographie
| Jahr | Einwohner | Anmerkungen                                                                                                   |
| ---- | --------- | --- |
| 1783 | –         | königliches Dorf nebst einer Mahl-Wassermühle, im Netzedistrikt, Kreis Krone, 19 Feuerstellen (Haushaltungen) |
| 1818 | 125       | königliches Dorf, Amt Lebehnke                                                                                |
| 1910 | 331       | am 1. Dezember, darunter 230 Protestanten, 95 Katholiken und sechs Juden                                      |
| 1925 | 271       | darunter 202 Evangelische und 58 Katholiken                                                                   |
| 1933 | 291       | [ 6 ] |
| 1939 | 370       | [ 6 ] |

## Kirche
Die bis Kriegsende 1945 anwesende Dorfbevölkerung war überwiegend evangelisch. Die Protestanten des Dorfs gehörten zum Kirchspiel Deutsch Krone.